# Filaclus
Filaclus of Philaclus was Patriarch van Antiochië van 334 tot 342 ten tijde van de controverse rond het arianisme. Verder is er niets over hem bekend. Sommige lijsten noemen Placentius als de bisschop in deze periode. 